# Числен анализ
Численият анализ (или числени методи) е дял на математиката, насочен към създаването на алгоритми за решаването на недискретни задачи чрез използването на числена апроксимация, за разлика от по-общите символни изчисления. Сред подобластите на числения анализ са намирането на приблизителни решения на алгебрични и диференциални уравнения и системи от тях, интерполацията, апроксимацията, екстраполацията, численото диференциране и интегриране, апроксимацията при задачи със собствени стойности и други.
Численият анализ намира широко практическо приложение в различни области на науката и техниката. Първоначално възникнал във връзка с решаването на задачи от областта на физиката, днес методи на числения анализ намират приложение и в много други сфери – оптимизацията при формирането на портфейли от финансови активи, числената линейна алгебра при анализа на данни, стохастичните диференциални уравнения и веригите на Марков при симулирането на живи клетки в биологията.
До средата на 20 век числените методи изискват трудоемки ръчни изчисления, базирани на интерполиране в големи отпечатани таблици. С появата и широкото разпространение на компютрите те стават много по-достъпни и намират все по-широко приложение в практиката.

## Методика
Числено решение се получава преминавайки през следните етапи:
Моделиране: изследваната задача трябва да се представи с адекватен математически модел. Това става често на базата на идеализирани допускания, при което се получава приблизителна форма (уравнение) на задачата. За тази форма понякога съществува точно аналитично решение, но в повечето случаи е възможно само числено решение с определена грешка.
Реализиране: намира се метод за решение на задачата. Съществуват много разработени числени методи, които могат да бъдат избрани. Търси се подходящ метод за конкретната задача във формата на компютърна програма или се разработва нова. При това при по-сложните и обемисти за изчисление задачи възникват допълнителни проблеми, свързани с организиране на данните и визуализиране на полученото решение.
Валидиране: численото решение е свързано с редица изчислителни грешки свързани с различни приближения. Основният източник на грешки е това, че изчислителните машини работят с числа с крайна точност (с ограничен брой позиции след десетичната точка). Поради тези причини валидността на модела, надеждността на програмата и стабилността на числения метод и податливостта към грешки трябва да се проверят. Когато след това се провеждат изчисления с конкретни числа, всяко изчисление трябва да се съпровожда с анализ на точността, което не винаги е възможно на практика.

## Подобласти

### Решаване на алгебрични уравнения и системи
Система от m линейни уравнения с n неизвестни се записва като:
{\displaystyle {\begin{alignedat}{7}a_{11}x_{1}&&\;+\;&&a_{12}x_{2}&&\;+\cdots +\;&&a_{1n}x_{n}&&\;=\;&&&b_{1}\\a_{21}x_{1}&&\;+\;&&a_{22}x_{2}&&\;+\cdots +\;&&a_{2n}x_{n}&&\;=\;&&&b_{2}\\\vdots \;\;\;&&&&\vdots \;\;\;&&&&\vdots \;\;\;&&&&&\;\vdots \\a_{m1}x_{1}&&\;+\;&&a_{m2}x_{2}&&\;+\cdots +\;&&a_{mn}x_{n}&&\;=\;&&&b_{m}\\\end{alignedat}},}
където {\displaystyle x_{1},\ x_{2},...,x_{n}} са неизвестните, {\displaystyle a_{11},\ a_{12},...,\ a_{mn}} са коефициентите на системата и {\displaystyle b_{1},\ b_{2},...,b_{m}} свободните членове.
Системата от линейни уравнения може да се представи също и чрез матричното уравнение:
{\displaystyle \mathbf {A} \cdot \mathbf {x} =\mathbf {b} ,}
където {\displaystyle \mathbf {A} } е матрица с размерност {\displaystyle m\times n} ({\displaystyle m} реда и {\displaystyle n} колони) представяща коефициентите пред вектора с неизвестните {\displaystyle \mathbf {x} } (с {\displaystyle n} елемента) и {\displaystyle \mathbf {b} } е вектор със свободните членове (с {\displaystyle m} елемента съответстващи на броя уравнения). Когато броят на уравненията е равен на броя на неизвестните {\displaystyle m=n} (и ако има единствено решение) системата е определена, ако {\displaystyle m>n} системата е преопределена и ако {\displaystyle m<n} системата е подопределена. Ако системата линейни уравнения има решение, то тя се нарича съвместима. Една съвместима система е определена ако има единствено решение. Ако матрицата {\displaystyle \mathbf {A} } е квадратна (т.е броят на неизвестните е равен на броя на уравненията), то тя е определена тогава и само тогава, когато детерминантата на матрицата е различна от нула и решението се записва по следния начин:
{\displaystyle \mathbf {x} =\mathbf {A^{-1}} \cdot \mathbf {b} ,}
където {\displaystyle \mathbf {A^{-1}} } е обратната матрица такава, че {\displaystyle \mathbf {A} \cdot \mathbf {A^{-1}} =\mathbf {I} }, а {\displaystyle \mathbf {I} } е единичната матрица. В случай на хомогенна система всичките неизвестни са нула. Ако детерминантата на квадратна матрица е нула, то съответната ѝ система от линейни уравнения може да няма решение (несъвместима система) или да има безброй решения (неопределена система). Когато детерминантата на матрицата е много малко число системата (задачата) се нарича лошо обусловена. Това означава, че при малки отклонения на {\displaystyle \mathbf {b} } се получават големи грешки при намиране на решението {\displaystyle \mathbf {x} }. За оценка на това свойство се въвежда понятието число на обусловеност на матрицата {\displaystyle \mathbf {A} }.
Линейни системи уравнения възникват в редица технически задачи (напр. електрически вериги), както и при численото решаване на посочените по-горе диференциални уравнения. Методите за решаване на линейни системи уравнения се разделят на две групи: преки (директни) и итерационни. При първите решението се достига чрез определена последователност от краен брой (известен брой) изчислителни операции. Такива са методът на Гаус (метод с елиминиране на променливите), правилото (формулите) на Крамер, разлагане на матрицата по сингулярни стойности, {\displaystyle QR} разлагане, разлагане на Чолески, симплекс метод и др. За разлика от преките, итерационните методи дават решение след неточно определен брой изчислителни стъпки зависещ от критерия за сходимост и сложността на решаваната система. Стартирайки от зададено предварително предполагаемо решение, итеративният метод формира все по-точни приближени решения на всяка итерация оценявайки качеството на последните чрез подходяща кост функция. Ако има сходимост се достига приблизително до точното решение (теоретично до точното решение се достига след безкраен брой итерации), в противен случай обикновено се достига максималния брой итерации и изчислението се преустановява. По-известни методи от групата са: метод на Нютон, метод на бисекцията, метод на Якоби и др. Такива методи се използват за системи с голям брой уравнения, където преките методи не могат да се използват поради ограничения в изчислителната техника (ограничения свързани с размера на оперативната памет на компютрите).
- Лекция: Системи линейни уравнения[неработеща препратка]

### Решаване на общи диференциални уравнения
При решаване на общи диференциални уравнения е постигнато много повече,отколкото например в областта на частните или нелинейните диференциални уравнения.Тук са постигнати сравнително прости методи за намиране на общи и точни решения.

### Решаване на частни диференциални уравнения
Голяма група задачи в инженерството и физиката са свързани с линейни (също и квазилинейни) частни диференциални уравнения (ЧДУ) от втори ред. Такива уравнения са елиптичното, параболичното и хиперболичното ЧДУ. За решението на уравненията е необходимо задаването на определени начални както и гранични стойности на променливите и затова задачите се наричат задачи с начални и задачи с гранични стойности. В зависимост от начина на задаване на граничните стойности се определят два типа задачи: задача на Дирихле и задача на Нойман. Основното предназначение на числените методи е да преобразуват диференциалните или интегрални уравнения в матрични уравнения. Най-популярните методи за решаване на споменатите задачи са методът с крайни елементи (МКЕ) и методът с крайни разлики (МКР). Двата метода се използват за намиране на приблизително решение на ЧДУ за всяка точка от дефинирана предварително пространствена област със зададени гранични условия. При някои задачи ЧДУ се свеждат до интегрални уравнения. Интегралните уравнения могат да бъдат спрямо обеми от пространствената област или спрямо гранични повърхнини. В последния случай за решение на задачата се използва метода с гранични елементи (МГЕ) както и метода със симулирани заряди. Стохастичният метод Монте Карло приспособен за пространствени области е също приложим за решаване на интегрални уравнения.